# 乌姆沙拉尔体育俱乐部
乌姆沙拉尔体育俱乐部（阿拉伯语：نادي أم صلال الرياضي）是卡塔尔的体育俱乐部。该俱乐部是最先由足球队开始建立的，该队伍的主场坐落在卡塔尔乌姆沙拉尔市区内。该队伍的前身名字叫“塔达门体育俱乐部”。这个俱乐部是最被鲜为人知的体育俱乐部——因为该俱乐部是第一支晋级至亚足联冠军联赛最后四强的卡塔尔足球俱乐部。

## 历史
于1996年，该俱乐部成立，最初的名字是以塔达门体育俱乐部的名义来命名。该俱乐部在成立后的第二个赛季，就第一次获得冠军荣誉——卡塔爾足球乙級聯賽冠军，还有获得两次冠军是在2000年和2006年。在2004年，该俱乐部在卡塔尔奥委会的决定下，球队正式更名为乌姆沙拉尔体育俱乐部。

该俱乐部从2006-07赛季开始，正式进军至卡塔尔星级足球联赛，然后在最近的三个赛季里还没降过级。 在2008年，该俱乐部在卡塔尔亲王杯通过点球大战，最后以4-1的战绩击败加拉法体育俱乐部，从而晋级至2009年亚足联冠军联赛。在打完8强而的时候被淘汰出局，在2009年之前，卡塔尔足球俱乐部是从未进军过亚足联冠军联赛。
该俱乐部有一个绰号叫“巴赞猎鹰”，名字是从当地的旅游景点——巴赞塔而获名。该塔以前是由卡塔尔的乌姆沙拉尔的莫哈迈德皇帝而命名的，但后来这座塔越来越有名的原因是因为经常被使用于拉马丹而确保在宗教月内的准确时间会被拯救。

## 主场
该俱乐部是因为不明的地理因素而还没有自己主场的足球场，所以在国内联赛的主场是用居于多哈的大哈马德体育场，而亚冠赛事的主场都是使用在该体育场内。

## 荣誉
- 卡塔爾酋長盃

冠军 (1): 2008年
- 謝赫賈西姆盃

冠军 (1): 2009年
- 卡塔爾足球乙級聯賽

冠军 (3): 1998年, 2000年, 2006年

## 出现在亚冠的次数
- 亚足联冠军联赛：1次

2009年：8强

## 亚冠战绩
| 赛事类型       | 赛 | 胜 | 平 | 负 | 进球 | 失球 |
| -------------- | -- | -- | -- | -- | ---- | ---- |
| 亚足联冠军联赛 | 11 | 4  | 3  | 4  | 11   | 20   |
| 合计           | 11 | 4  | 3  | 4  | 11   | 20   |

- Q = 晋级
- GS = 小组赛
- R16 = 16强
- QF = 8强
- SF = 最后4强

亚足联冠军联赛
| 比赛类型       | 轮次   | 对抗国家         | 俱乐部     | 主场             | 客场             |
| 2009年         | 2009年 | 2009年           | 2009年     | 2009年           | 2009年           |
| -------------- | ------ | ---------------- | ---------- | ---------------- | ---------------- |
| 亚足联冠军联赛 | GS     | 阿拉伯联合酋长国 | 艾查捷拉   | 2–2              | 1–0              |
|                | GS     | 沙特阿拉伯       | 伊蒂哈德   | 1–3              | 0–7              |
|                | GS     | 伊朗             | 德黑兰独立 | 1–0              | 1–1              |
|                | R16    | 沙特阿拉伯       | 希拉尔     | 0–0 (AET) (3–4p) | 0–0 (AET) (3–4p) |
|                | QF     | 大韩民国         | FC首尔     | 3–2              | 1–1              |
|                | SF     | 大韩民国         | 浦项制铁   | 1–2              | 0–2              |